# Асафов, Алексей Николаевич
Алексей Николаевич Асафов (1886—1933) — советский инженер-конструктор и изобретатель, занимавшийся разработкой, строительством и ремонтом подводных лодок и военных кораблей.

## Биография
Алексей Асафов родился в 1886 году в Кронштадте, в семье рабочего пароходного завода.
С детства мечтая выучиться на морского инженера, поступил в Санкт-Петербургский политехнический институт, который окончил в 1911 году. С 1910 года жил в доме по адресу Большой пр. ВО, 70;
Работал на Адмиралтейском заводе, участвуя в постройке линейного корабля «Гангут». С 1912 г. на Балтийском заводе занимался строительством подводных лодок под руководством автора проектов, профессора И. Г. Бубнова в отделе подводного плавания. С 1913—1918 гг. работал в течение пяти лет на верфях в Ревеле, где производилось серийное строительство подводных лодок типа «Барс».
После революции, в 1918 году, вернулся в Петроград, где руководил ремонтом субмарин на Адмиралтейском и Балтийском заводах. С 1924 года — начальник Севзапвоенпрома, позже — главный инженер Сестрорецкого оружейного завода. C 1922 года и до самой смерти жил в доме по адресу Рубинштейна ул., 23.
В 1928 году арестован, попал в шарашку «Остехбюро» при ОГПУ, где выдвинул идею создания быстроходной эскадренной подводной лодки с мощным артиллерийским вооружением, предназначенной для ведения боевых действий совместно с надводными кораблями. В июле 1930 г. создано Особое техническое бюро экономического управления при полномочном представительстве Объединённого государственного политического управления в Ленинградском военном округе (ОТБ ЭКУ ПП ОГПУ в ЛВО) на территории Балтийского завода. Техническим руководителем ОТБ был назначен А. Н. Асафов. Проект был одобрен и получил название
«Правда» в честь одноимённой газеты. Всего было построено три корабля. Серия была признана в целом неудачной, но послужила прообразом одного из самых совершенных проектов подводных лодок тех лет — типа «К». 20 апреля 1931 г. III отдел ЦКБС и Особое техническое бюро ОГПУ при Балтийском заводе объединены в Особое конструкторско-техническое бюро № 2 (ОКТБ-2). Руководителем ОКТБ-2 был назначен А. Н. Асафов.
В 1932 году Асафова освобождают и назначают главным инженером ОКТБ-2, где Асафов ведёт работу над созданием проекта малой субмарины, способной к транспортировке по железной дороге в любой конец СССР. Проект получил наименование серия VI «Малютка». Из-за отказа от некоторых предложений Асафова при испытаниях головной «Малютки» были показаны неудовлетворительные результаты. Так, время погружения было вдвое дольше проектного, а скорость — гораздо ниже проектной. Асафова повторно арестовали по обвинению во вредительстве.
Был арестован 4 февраля 1930 года. Приговорен: КОГПУ 28 июня 1931, обвинён по статье 58-7, 11. Приговор: 5 лет исправительных лагерей условно, освободить.
Начатое дело Алексей Николаевич не завершил, тяжело заболел на пароходе, который потерпел аварию, возвращаясь из Германии и 21 февраля 1933 года скончался. Настоящие причины смерти не ясны до сих пор. Похоронен в Ленинграде на Новодевичьем кладбище.
В дальнейшем, после принятия отвергнутых ранее предложений и ряда конструктивных доработок, «Малютки» пошли в серию. Всего было выпущено 30 лодок по проекту Асафова, ещё 20 по несущественно доработанному позднее проекту. Работу продолжил последователь Асафова, П. И. Сердюк, разработавший свой проект «Малютки», известный как серия XII и ставший ещё более массовым (45 лодок). Проекты малых лодок Асафова стали важным этапом в развитии советского подводного кораблестроения — они стали первыми в мире лодками с цельносварным корпусом, что по сравнению с клёпаными конструкциями приводило к увеличению прочности при снижении массы. Также на первых «Малютках» были отработаны проектирование, строительство и эксплуатация малых подводных лодок с одновальной двигательной установкой, а их ключевая способность к перевозке по железной дороге без существенной разборки позволила как в короткие сроки нарастить количество подводных лодок на Тихоокеанском флоте, так и перебрасывать их во время войны по мере надобности между театрами военных действий.
Алексей Асафов был посмертно реабилитирован 24 сентября 1990 года.